# Itumbiara Esporte Clube
Maillots
Dernière mise à jour : 10 février 2012.
Le Itumbiara Esporte Clube est un club brésilien de football basé à Itumbiara dans l'État de Goiás.

## Historique

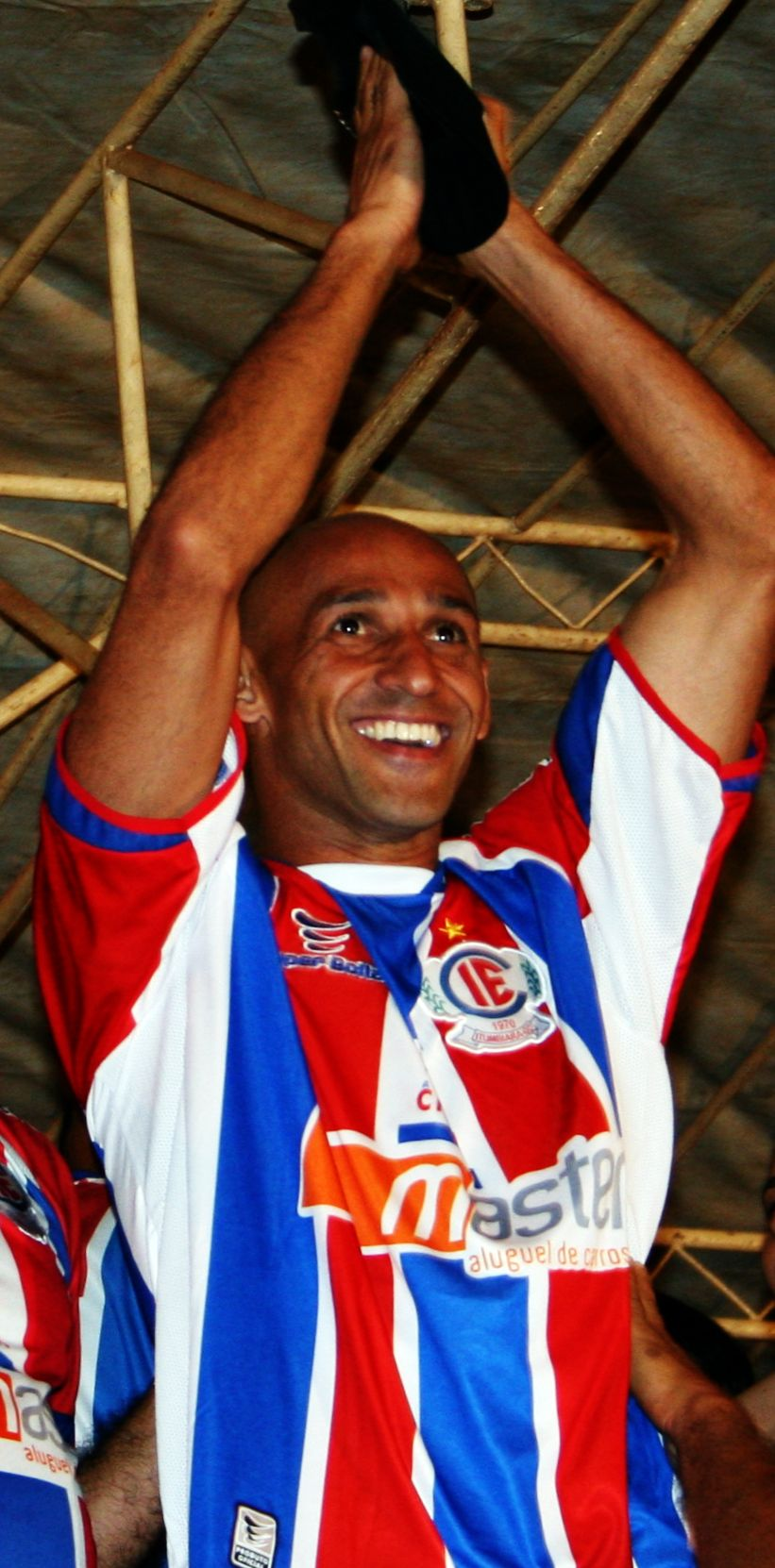
Basílio, champion de Goias en 2008

En 2008, le club gagne la finale du Championnat de Goiás contre le Goiás EC 3-0 et 1-0. 

## Palmarès
- Championnat de Goiás :
  - Champion en 2008.
  - Vice-champion en 1991 et 2003.

## Présidents successifs
- 1994- : Ze Gomes da Rocha